# حسن اخوی
محمدحسن اخوی (۱۲۸۷ – ۲۸ فروردین ۱۳۷۶) سیاستمدار و نظامی اهل ایران بود.

## زندگی
متولد ۱۲۸۷ در تهران. تحصیلات خود را در تهران به اتمام رسانید و وارد دانشکدهٔ افسری شد. پس از احراز درجهٔ افسری در مشاغل مختلف انجام وظیفه کرد، تا بالاخره به ریاست ادارهٔ دوم ستاد ارتش رسید. در ۱۳۳۳ با درجهٔ سرتیپی معاون ستاد ارتش شد. بعد از این سمت ریاست اداره کل جنگلبانی به عهدهٔ او قرار گرفت. در ۱۳۳۶ که منوچهر اقبال مأمور تشکیل هیئت وزیران شد، او را به وزارت کشاورزی معرفی کرد. در همین سمت بود که درجهٔ سرلشکری گرفت. در وزارت کشاورزی توفیق نیافت؛ مخصوصاً در تهیه، تنظیم و تصویب قانون اصلاحات ارضی با ناکامی مواجه شد. در آبان ماه ۱۳۳۸ از وزارت کشاورزی کنار رفت و به جای او جمشید آموزگار عهده‌دار آن وزارتخانه گردید. 
پس از کنار رفتن از کابینه در ارتش هم بازنشسته شد و به کشاورزی و دامداری پرداخت. دربارهٔ او نظریات مختلفی وجود دارد. دشمنانش عقیده دارند مردی دیکتاتور، خشن و نادرست بوده‌است، ولی دوستانش در مقابل این اتهامات سکوت اختیار می‌کنند.
پس از انقلاب به امریکا مهاجرت نموده در لس آنجلس ساکن شد.